# The Cross
A The Cross brit rockegyüttes, főként az alapító tagjáról, Roger Taylorról, a Queen együttes dobosáról ismert. Az együttes eredeti terve az volt, hogy a klasszikus rockot a dance zene elemeivel keveri, később mégis inkább a klasszikus rock felé mozdultak el. Fennállásuk alatt sosem lettek igazán sikeresek, de számottevő rajongótáboruk alakult ki Németországban és Angliában.

## Történet
A Queen 1986-os Magic Tourját követően Taylor megalakította a második együttesét, a The Cross-t. Az együttesben nem dobokon játszott, hanem frontemberként kihasználta énekesi és gitáros képességeit. Az együttes további tagjai voltak: Spike Edney billentyűs, aki az 1980-as évektől kezdve a Queen koncertek rendszeres vendégszereplője volt, valamint a hirdetés útján felbukkanó Clayton Moss gitáros, Peter Noone basszusgitáros, és Joshua McRae dobos. Az első albumuk, a Shove It 1987-ben jelent meg, még a dance és a rock fúziójával kísérletezett, de általában negatív kritikákat kapott. A következő album, az 1990-es Mad, Bad, and Dangerous to Know volt. Taylor a Queen dobosaként vállalt kötelezettségei miatt már nem tudott olyan mélyen részt venni a dalírásban, így ellentétben az első albummal, ahol az összes dalt ő írta, itt minden számnak más volt a szerzője. Ez a kiadványuk már jelentős sikereket ért el, főleg Angliában és Németországban. Az 1994-es Blue Rock is az együttes jobbik munkái közé tartozott, de ettől függetlenül az együttes feloszlott. Taylor folytatta a munkáját a Queennel, McRae később több Queenhez kapcsolódó kiadvány producere lett, és Edney mellett szerepet vállalt a későbbi Queen + Paul Rodgers kollaborációban.

## Diszkográfia
Albumok
| Év   | Cím                            | GBR | GER |
| ---- | ------------------------------ | --- | --- |
| 1988 | Shove It                       | 58  | -   |
| 1990 | Mad, Bad and Dangerous to Know | -   | 48  |
| 1991 | Blue Rock                      | -   | -   |

Kislemezek
| Év   | Cím                 | GBR | GER | Album                          |
| ---- | ------------------- | --- | --- | ------------------------------ |
| 1987 | Cowboys and Indians | 74  | -   | Shove It                       |
| 1988 | "Shove it"          | 82  | -   | Shove It                       |
| 1988 | Heaven for Everyone | 84  | 68  | Shove It                       |
| 1988 | Manipulator         | -   | -   | nem jelent meg albumon         |
| 1990 | Power to Love       | 83  | -   | Mad, Bad and Dangerous to Know |
| 1990 | Liar                | -   | -   | Mad, Bad and Dangerous to Know |
| 1990 | Final Destination   | -   | -   | Mad, Bad and Dangerous to Know |
| 1991 | New Dark Ages       | -   | -   | Blue Rock                      |
| 1991 | Life Changes        |     |     | Blue Rock                      |